# Teatro Rossini (Madrid)
El teatro Rossini fue un teatro de verano de la ciudad española de Madrid, instalado dentro del conjunto de atracciones de los Campos Elíseos, al inicio de la calle Velázquez en el barrio de Salamanca.

## Historia
Fue inaugurado el 20 de junio de 1864, contando con café, jardines privados que le servían de amplio foyer natural; para el estreno se puso en escena la ópera Guillermo Tell. Su escenario a la italiana se complementaba con la buena capacidad del local, con cuatro pisos de localidades en planta rectangular, cuatro lucernarios en los ángulos de la cubierta e iluminación de gas en todo el recinto teatral. Al encontrarse apartado del centro de la ciudad y rodeado de otras atracciones, nunca llegó a ser un teatro muy concurrido.

### Tribuna política
En este teatro Rossini, bautizado así por sugerencia del Maestro Barbieri, además de temporadas de ópera que duraban todo el verano, tuvo lugar el conocido banquete político que le costaría su destierro al general Prim.
Otra sonada reunión política fue la celebrada el 22 de octubre de 1871 en defensa del honor de la Internacional, presidida por Pablo Iglesias. El acto de desagravio partía de las ofensas hechas en el congreso por los diputados Jove y Hevia y Candau, a los que públicamente se invitó a que repitieran allí sus ideas "en desdoro de La Internacional" —Asociación Internacional de los Trabajadores (AIT)—, para que pudieran ser contestadas por la Comisión designada. El grueso de la exposición por parte de los insultados corrió a cargo de Guillermina Rojas y Orgis, destacada miembro de la organización, que antes había ejercido como maestra superior por la Escuela normal de Cádiz.